# Ioulia Podskalnaïa
Ioulia Vladimirovna Podskalnaïa (en russe : Юлия Владимировна Подскальная) est une joueuse de volley-ball russe née le 18 avril 1989 à Nerekhta (Kostroma). Elle mesure 1,90 m et joue au poste de centrale. Elle totalise 22 sélections en équipe de Russie.

## Clubs
| Club                     | De        | À         |
| ------------------------ | --------- | --------- |
| Severstal Tcherepovets   | 2001-2002 | 2011-2012 |
| Omitchka Omsk            | 2012-2013 | 2012-2013 |
| Dinamo Krasnodar         | 2013-2014 | 2014-2015 |
| VBC Voléro Zurich        | 2015-2016 | 2015-2016 |
| Dinamo Kazan             | 2016-2017 | 2016-2017 |
| Dinamo Krasnodar         | 2017-2018 | 2017-2018 |
| VK Lokomotiv Kaliningrad | 2018-2019 | …         |

## Palmarès

### Équipe nationale
- Championnat du monde des moins de 18 ans
  - Finaliste: 2005.

### Clubs
- Championnat du monde des clubs
  - Finaliste : 2015.
- Coupe de la CEV
  - Vainqueur : 2015, 2017.
- Championnat de Suisse
  - Vainqueur : 2016.
- Coupe de Suisse
  - Vainqueur : 2016.
- Championnat de Russie
  - Finaliste : 2017, 2019, 2020.
- Coupe de Russie
  - Vainqueur : 2014, 2016.
- Supercoupe de Russie
  - Vainqueur : 2019.
  - Finaliste : 2020.